# Chiesa di Santa Maria Assunta (Staggia Senese)

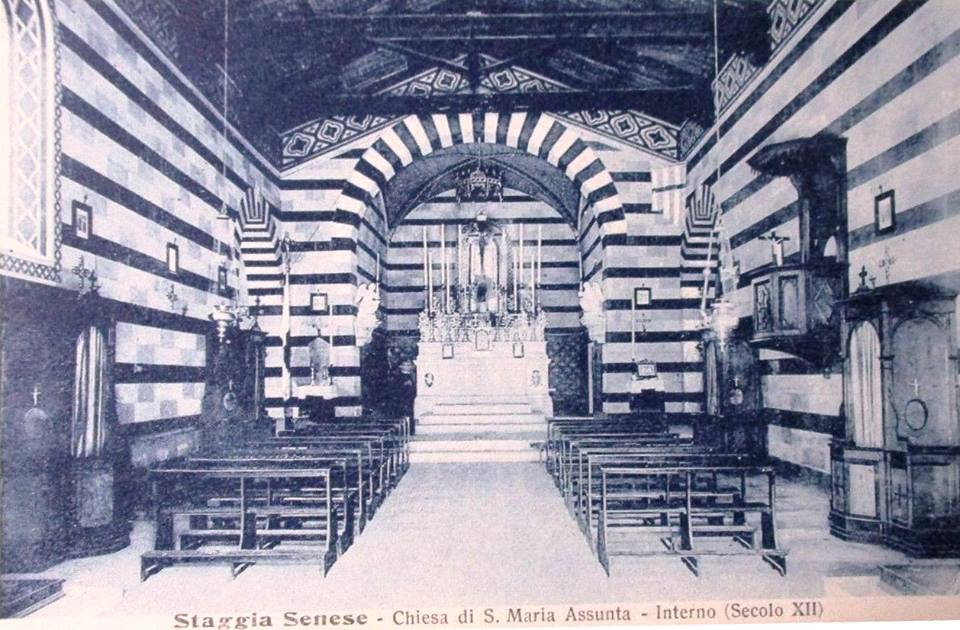
L'interno della chiesa con le decorazioni neomedioevali eseguite nel 1904 e asportate nel 1952.

La chiesa di Santa Maria Assunta, oggi insignita del titolo di Propositura, si trova a Staggia Senese, frazione del comune di Poggibonsi, in provincia di Siena, nell'arcidiocesi di Siena-Colle di Val d'Elsa-Montalcino.

## La chiesa

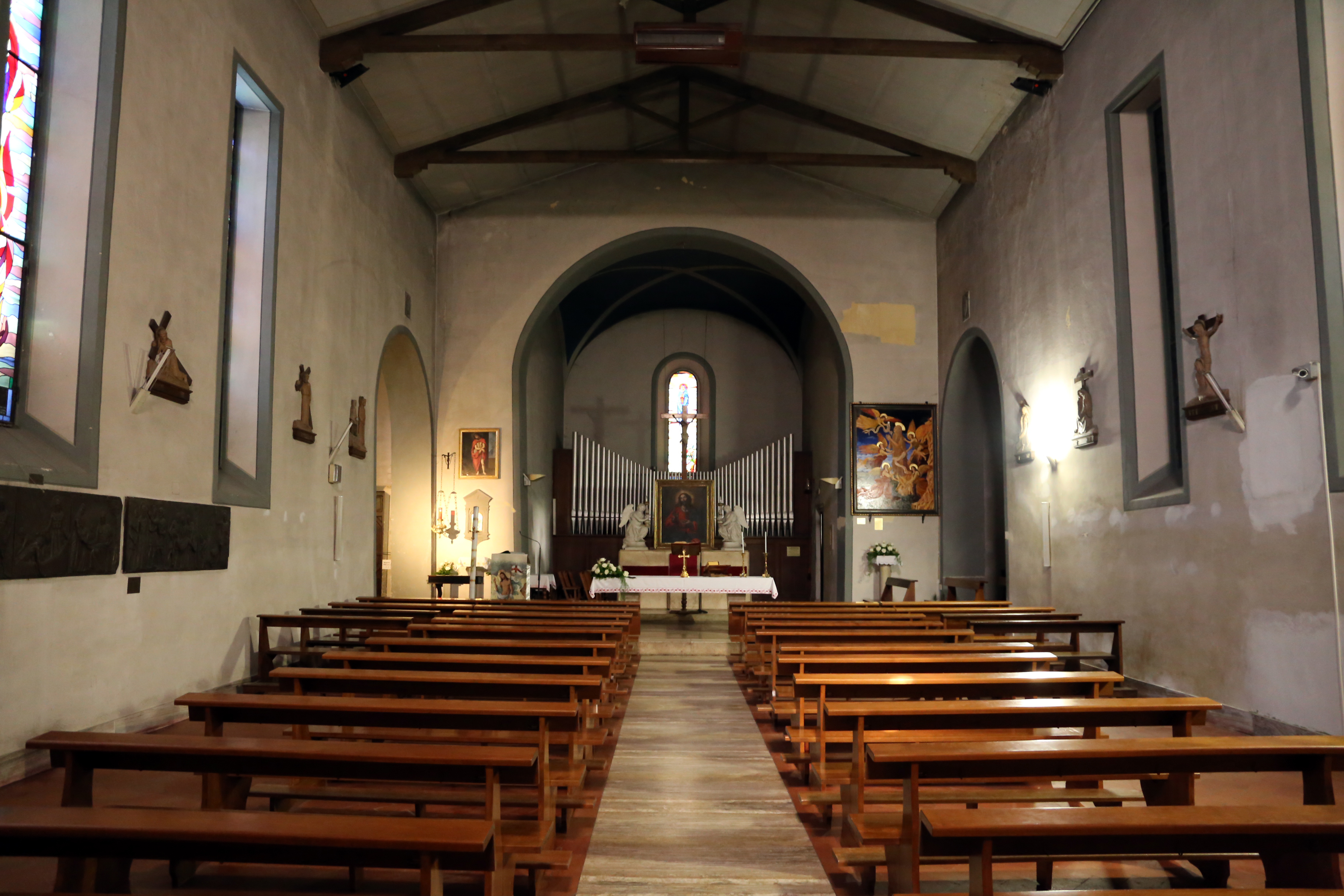
L'interno della chiesa nel 2017, prima dei restauri conclusi nel 2021/2022.

L'edificio presenta attualmente una pianta a croce latina, una navata unica con abside dotata di volta a vela. Nota dal 994, la chiesa fu inizialmente una suffraganea della Pieve di Santa Maria a Castello (situata tra Strove e Scorgiano) appartenente alla Diocesi di Volterra, per poi essere elevata a pieve dal XIV secolo. Inglobata nella Diocesi di Colle di Val d'Elsa nel 1592, ne seguì le sorti fino al suo accorpamento nell'Arcidiocesi di Siena-Colle di Val d'Elsa-Montalcino.
Nel 1580 fu edificato un loggiato addossato alla facciata, demolito nel 1720, mentre nel 1690 tutto l'edificio e il campanile vennero sbassati. Nel 1904, periodo nel quale era parroco Don Attilio Sestini, il mons. Gaetano Profeti grazie alla sovvenzione di Elia Coli, proprietario della farmacia omonima situata alla Croce del Travaglio nel centro storico di Siena, provvide a far restaurare in stile neomedioevale l'edificio, costruendo una nuova facciata in regolari conci di filaretto di travertino (tuttora esistente). All'interno gli altari barocchi, che ospitavano le tele attualmente esposte al museo annesso (frutto delle pregevoli commissioni provenienti tra il XIV e il XVI secolo, dalle città di Siena e Firenze, che si contendevano il castello di Staggia) furono eliminati, l'abside venne decorata con drappeggi dal gusto orientale e la navata con fasce bianche e nere. L'ambiente venne ad assumere un aspetto tipico delle coeve ristrutturazioni "in stile" delle quali un esemplare tutt'oggi visibile è l'interno della basilica di San Francesco di Siena. 
Nel 1952 il tetto ligneo a capriate fu giudicato pericolante e demolito, per essere ricostruito in latero-cemento sostenuto da capriate in cemento armato. Durante gli stessi lavori fu tamponata la finestra ad arco situata sul fianco sinistro (sostituita da una serie di finestroni rettangolari, chiusi da vetrate realizzate dalla vetreria La Diana di Siena) e asportate tutte le decorazioni eseguite nel 1904, lasciando indenni soltanto la facciata dal carattere neoromanico e le due piccole vetrate circolari situate alle testate del transetto, risalenti alla fine del sec. XV. Del coro, del pulpito in noce massiccio, delle lapidi, del vecchio organo, della cancellata che chiudeva il fonte battesimale e dello stendardo in seta dei Franzesi, si perse traccia. Durante l'intervento del 1952 vennero alla luce anche due affreschi, forse di scuola senese: uno a destra dell'arcata centrale (riemerso poi con i restauri conclusi tra il 2021 e il 2022), l'altro nella parte alta sempre della parete destra, ma essendo poco leggibili, si decise di coprirli.
I due attuali altari in travertino alle testate del transetto, come anche quello centrale risalgono anch'essi al 1952, tuttavia quest'ultimo ha subito nel 1976 delle modifiche per adeguarlo alle nuove norme liturgiche. Questi interventi realizzati negli anni Cinquanta del XX secolo hanno pregiudicato le caratteristiche dell'edificio medioevale, rendendo poco apprezzabile la sua profondità storica.
Tra il marzo del 2021 e la fine del 2022, si sono conclusi dei restauri che hanno apportato ulteriori modifiche all'interno dell'edificio, con l'asportazione del pavimento in cotto (preferendo a esso un nuovo impiantito totalmente in travertino) e la rimozione dell'altare post-conciliare rivolto verso i fedeli. Durante questi lavori sono stati rinvenuti numerosi frammenti di affreschi medievali che ornavano tutta la navata, riportando alla luce in quasi tutta la sua interezza, sulla parete a destra dell'arco del presbiterio, una Madonna in trono con Gesù bambino tra San Michele Arcangelo (a sinistra) e San Jacopo (a destra), inseriti in un trittico dal gusto gotico. Questo affresco è stato datato al XIV secolo e attribuito alla scuola di Duccio di Buoninsegna.

## La chiesa della Compagnia
Alla chiesa della Compagnia si accede da un ingresso situato in via Borgo Vecchio oppure da una porta collocata nel transetto sinistro della chiesa di Santa Maria Assunta. Essa consta di un'unica navata. L'altare con colonne in travertino venne eseguito nel 1928 dagli scalpellini Cesare Fanti e Luigi Capezzuoli in occasione del restauro della chiesetta stessa, mentre gli affreschi dei quattro evangelisti e dell'Agnus Dei, furono realizzati personalmente dal sacerdote Don Luigi Profeti.

## La raccolta di arte sacra

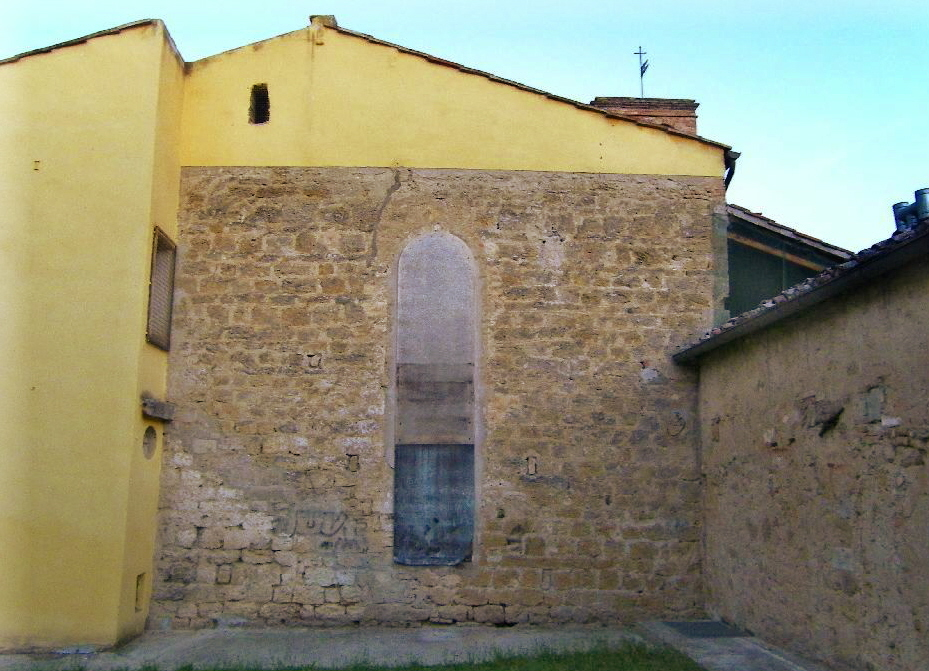
Chiesa di S. Maria Assunta a Staggia Senese, esterno dell'abside.

La raccolta annessa alla parrocchiale, nota comunemente come Museo Pala del Pollaiolo ha nella Maddalena comunicata dagli Angeli, di Antonio del Pollaiolo (sesto decennio del Quattrocento), il suo capolavoro; dal 2024 la Pala del Pollaiolo è esposta in chiesa, nel transetto sinistro. Da segnalare anche la quattrocentesca Adorazione dei Magi di Francesco Botticini, una Madonna col Bambino di area senese (metà XIV secolo), un prezioso ostensorio architettonico gotico in rame dorato (seconda metà XIV secolo), una Visitazione di Giovanni Maria Butteri (1574), un Cristo in Pietà di Arcangelo Salimbeni (1579).

## Voci correlate

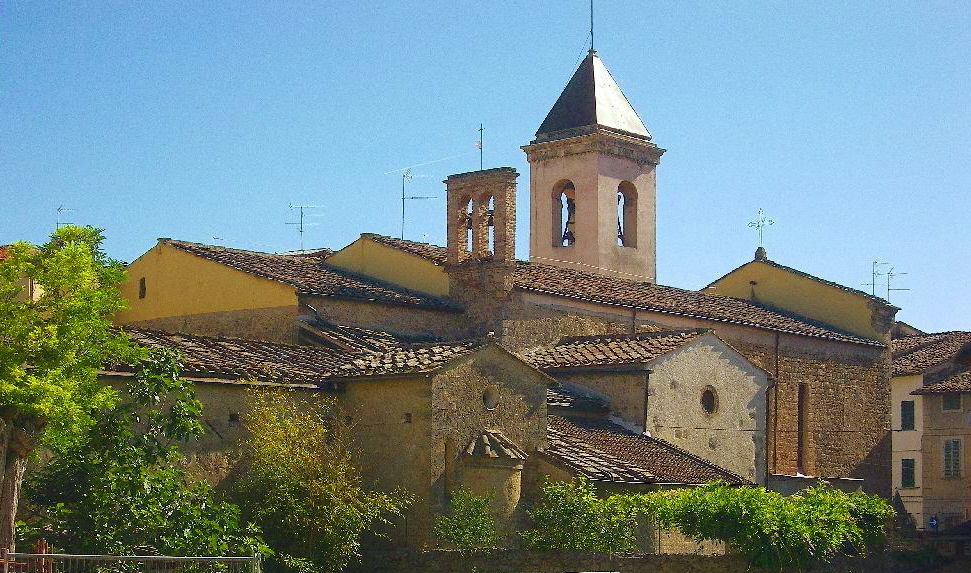
Chiesa di S. Maria Assunta a Staggia Senese, vista del lato esterno settentrionale con addossata la chiesetta della Compagnia.